# Richard Veselý
Richard Veselý (rodným příjmením Weselý, 18. září 1881 Praha – ?) byl český fotbalista, levý obránce. Byl i kapitánem týmu Slavie.

## Fotbalová kariéra
Hrál za SK Slavia Praha v předligové éře. Mistr Mistrovství Českého svazu fotbalového 1913 a vítěz Pohár dobročinnosti 1910 a 1911. Za českou reprezentaci nastoupil v letech 1906–1908 ve třech utkáních. Byl amatérským mistrem Evropy organizace UIAFA 1911.